# 高雄 (巡洋艦)
高雄（たかお、旧仮名:たかを）は、日本海軍の巡洋艦。
艦名は京都府の高雄山にちなむ。
日本海軍艦船名としては運送船「高雄丸」に続いて2代目。

## 概要
主船局造船課が計画し、日本国内で初めて建造された巡洋艦
(艦種を海防艦とする文献もある)。

## 艦型
船体は「愛宕」と同様の鋼骨鉄皮で、日本海軍艦艇で初めて二重底を採用した。

### 要目
進水時の計画要領は『横須賀海軍船廠史』によると以下の通り。
- 長さ70m、幅10.500m、深さ(中甲板まで)3.700m、平均吃水4.000m、排水量1,767英トン[10]。

竣工時の要目は『横須賀海軍船廠史』によると
- 長さ70m、幅10.500m、平均吃水4.400m、排水量1,978.3381英トン、実馬力2,507.4、速力13.84ノット[11]。

主要寸法、排水量は出典により違いがあり、主な値は以下の通り。
- 『日本近世造船史』による計画値:垂線間長229 ft 6 in (69.952 m)、最大幅34 ft 0 in (10.363 m)、吃水13 ft 1+3⁄8 in (3.997 m)、排水量1,774英トン[4]
- 『帝国海軍機関史』による:垂線間長231 ft 6 in (70.561 m)、最大幅34 ft 6+11⁄16 in (10.533 m)、排水量1,750英トン[13]
- 『海軍軍備沿革』による1894年6月時:排水量1,778英トン[2]
- 『日本の軍艦』第5巻による:排水量1,770英トン
- 『大日本帝国軍艦帖』による:長さ70.450m、幅10.530m、吃水4.016m、排水量1,778英トン[22]

### 艤装
艦橋は前後2箇所設けられた。
後艦橋が正艦橋であり、前艦橋は見張り台的な補助の用途だった。
端艇は6隻(30ftピンネース、28ftスチームカッター、28ftカッター、27ftライフボート、27ftギグ、14ftギグ)の計画だった。
1889年6月20日に端艇2隻(カッター1隻、ジョリーボート1隻)の増備が認められた。現状では乗員の6割しか乗艇できず、運用に支障があった。

### 機関
ボイラーは低円缶5基で蒸気圧力は70ポンド/平方インチ。
缶室は2区画あり、
前部区画にボイラー2基、後部区画に3基を搭載、
日本海軍で初めて缶室密閉強圧通風装置を装備し、以降の艦艇では標準とされた。
主機は横置直接合2段2気筒レシプロ2基。
気筒の直径は高圧筒が35 in (890 mm)、低圧筒が69 in (1,800 mm)、行程32 in (810 mm)。
クランクなど部品の一部を鋼材(従来は鉄)とした。
またクランク部分に注油するために遠心注油装置を装備した。
機械室も前後2区画(前後を分ける隔壁の中央部に水密扉が設けてあるため厳密な区画では無い)に分かれ、
前部に右舷主機、後部に左舷主機を搭載した。
復水器は主機から全く独立した真鍮製円筒形(2基)で、送水も主機から独立した遠心ポンプが装備された。
推進器は楕円形状の3翼で翼断面は少しの凹状をしていた。
直径は11 ft 6 in (3,510 mm)、翼の形状のために前縁と後縁ではピッチが同一では無いが平均で16 ft 6 in (5,030 mm)だった。
または青銅製の3翼グリフィス型で直径12 ft 5+5⁄8 in (3,800 mm)、ピッチ17 ft 5+7⁄8 in (5,331 mm)。
計画速力は強圧通風全力で15ノット。
1887年9月に作成された文書内では計画速力を14ノットとしている。

### マスト
計画では木製2檣スクーナー型で
帆面積6,949平方フィートだったが、
檣楼上に砲と探照灯を装備するために
建造中に下部が鋼鉄製
のミリタリー・マストに変更された。
前後マスト下部にはそれぞれ上下2箇所にファイティング・トップがあり、上部のそれには2連諾典砲、下部のそれには探照灯が装備された。
また帆装は予備となった。

### 兵装

#### 砲熕兵装
15cmクルップ砲を舷側の前後にスポンソンを設けて各1門ずつ計4門、
12cmクルップ砲を艦尾に1門装備した。
砲架は従来のような両舷兼用のために移動する形式では無く、その場で旋回する形式になった。
1インチ四連諾典砲は甲板上の左右舷側に前後各1基、合計4基の計画だったが、
前部諾典砲の旋回角度は後方へ40度、後部は前方に44度、後方に66度で舷側中央部の射界が狭かった。
また後部諾典砲は後部12cm砲の射界に入っており、
そのため位置を変更して射角を120度(もしくは110度)から140度に広げ、
前部諾典砲は移設場所が無いため現状のまま、そして中部の左右舷に各1基、計2基を増設、
1インチ4連諾典砲は片舷3基ずつ計6門となった。
また1インチ2連諾典砲を前後マストの上部ファイティング・トップに1基ずつ、計2基を装備した。

#### 水雷兵装
国産艦艇として初めて魚雷発射管を装備した。
魚雷発射管は舷側中央からやや後方の中甲板に左右舷各1基(1門)、朱式水上発射管を装備した。
当初、魚雷発射管は舷側のボールジョイントから550mm舷外に飛び出していた。1889年6月20日に舷側から飛び出さないようにする改造が認許された。

#### その他の兵装
1889年(明治22年)5月15日にマスト上に探照灯各1基計2基の装備が認められた。
シーメンス式探照灯をマスト下方に設けられた下段のファイティング・トップに装備した。
発電機は中甲板に装備された。

### 改装
1889年12月に礼砲用として短4ポンド砲2門の装備が認められた。

## 艦歴

### 建造
1883年(明治16年)
10月23日、横須賀造船所で設計中の艦の機関部は、当時職工が手空きのために直ちに製造に着手したいと上申があり、
10月24日に巡洋鉄艦1隻の機関部製造を着手するよう海軍省から達があった。
1884年(明治17年)4月17日に製造図面と目録の調製、製造費額の調査が横須賀造船所に命令され、4月26日にこれら書類と艦の雛形を海軍省へ提出、
製造費は概算で船体400,000円、機械166,000円、ボイラー95,500円の計661,500円と見積もられた。
5月26日に製造費630,000円を目途に建造するよう達があった。
6月5日、横須賀造船所で建造予定の巡洋鉄艦を高雄と命名することが令達された。
1886年(明治19年)10月30日起工、
1888年(明治21年)10月15日進水。
進水当日は皇后が臨席、皇后は11時30分に横浜から乗船した船で横須賀軍港に到着、陸上で休憩後の午後0時30分に進水準備完了の旨が伝えられ、命名式場に移動した。
同所で海軍大臣により明治皇后の命令書が読み上げられて本艦は「高雄艦(高雄)」と命名され、造船部長が支紐を切断、船体が船台を滑り降りた。
命名書 本艦明治十九年十月構造ヲ始メ今船體成ルヲ告ク依テ高雄ト命名シ進水ス 明治二十一年十月十五日
皇后は午後2時30分に横須賀を出発し帰路についた。
なお、1930年(昭和5年)に進水した一等巡洋艦「高雄」でも皇后が行啓となった。
1889年(明治22年)4月18日に横須賀鎮守府所轄とされた。
11月16日に艦は造船部から高雄艦長山本権兵衛に引き渡された
(竣工)。
この時点で残工事があり、
残工事は翌1890年(明治23年)9月に完了した。

### 1889年
1889年(明治22年)11月27日に横須賀鎮守府の警備艦に指定、
12月28日常備艦隊へ編入された。

### 1890年
1890年(明治23年)8月23日に第一種と定められた。

### 1893年
1893年(明治26年)11月に第二検査実施の時期になり横須賀造船所で調査した所、改造費898円、修理費4761.90円で改造修理を行えば第二検査の必要は無いと結論され、その旨を同11月29日に上申、12月4日に認許された。

### 日清戦争
1894年(明治27年)7月13日、常備艦隊所属の「高雄」「大和」「葛城」「天龍」「愛宕」と呉鎮守府警備艦「赤城」の6隻で臨時に警備艦隊が編成された。
日清戦争では、大連・旅順・威海衛攻略作戦等に参加。
1895年(明治28年)7月29日、横須賀鎮守府警備艦の役務を解かれた。
9月14日第一予備艦とされた。
11月15日、横須賀第1予備艦の「高雄」は常備艦隊に編入された。

### 1898年
1898年(明治31年)3月21日、三等海防艦に類別された。

### 義和団の乱
義和団の乱では1900年(明治33年)8月より翌年11月にかけて、廈門・上海警備に従事した。

### 日露戦争
日露戦争に際しては、津軽海峡・仁川港警備に従事し、日本海海戦に参加した。

### 除籍
1911年(明治44年)4月1日除籍
艦艇類別等級表からも削除された。
同年12月21日売却訓令。
船体は1912年(明治45年)3月27日に買受人に引き渡された。

## 艦長
※『日本海軍史』第9巻・第10巻の「将官履歴」及び『官報』に基づく。
- （心得）山本権兵衛 少佐：1889年4月12日 - 8月29日
- 山本権兵衛 大佐：1889年8月29日 - 1890年9月24日
- 有栖川宮威仁親王 大佐：1890年9月24日 - 1892年9月5日
- 中溝為雄 大佐：1892年9月5日 - 1893年1月25日
- 佐藤鎮雄 大佐：1893年1月25日 - 1893年5月20日
- 尾本知道 大佐：1893年5月20日 - 1893年10月12日
- 沢良煥 大佐：1893年10月12日 - 1895年7月25日
- 小田亨 大佐：1895年11月18日 - 1896年4月1日
- 向山慎吉 大佐：1896年4月1日 - 1897年6月1日
- 小倉鋲一郎 大佐：1897年6月1日 - 1898年9月1日
- 酒井忠利 大佐：1898年9月1日 - 1900年2月13日
- 太田盛実 中佐：1900年3月26日 - 5月23日
- 成田勝郎 中佐：1900年6月17日 - 9月25日
- 高橋助一郎 中佐：1900年9月25日 - 10月2日
- 津田三郎 中佐：1900年10月2日 - 1901年2月9日
- 松枝新一 大佐：1901年2月9日 -
- 丹羽教忠 中佐：1902年3月3日 - 1903年4月12日
- 石橋甫 中佐：1903年6月22日 - 7月7日
- 荘司義基 中佐：1903年7月7日 - 12月28日
- 矢代由徳 中佐：1903年12月28日 -
- 山本正勝 中佐：不詳 - 1905年12月20日
- 東郷吉太郎 中佐：1905年12月20日 - 1907年2月28日
- 上村翁輔 中佐：1907年2月28日 - 9月28日
- 高島万太郎 中佐：1907年9月28日 - 1908年1月15日
- 吉島重太郎 中佐：1908年1月15日 - 9月2日
- 森越太郎 中佐：1908年9月2日 - 9月25日
- 町田駒次郎 中佐：1908年9月25日 - 1909年10月11日
- （兼）堀輝房 中佐：1909年10月11日 - 10月25日
- 堀輝房 中佐：1909年10月25日 - 1911年4月1日

## 信号符字
- 信号符字:GQDK(1899年1月12日-)[60]
- (無線電信)略符号：GTO(1909年6月18日[61]-1911年6月1日[62])

## 公試成績
| 実施日 | 種類         | 排水量      | 回転数 | 出力                      | 速力        | 場所 | 備考                     | 出典   |
| ------ | ------------ | ----------- | ------ | ------------------------- | ----------- | ---- | ------------------------ | ------ |
|        | 強圧通風全力 |             | 94rpm  | 2,503馬力 または2,542馬力 | 13.81ノット |      | 失脚14.862%              | [ 13 ] |
|        |              | 1,778英トン |        | 1,512馬力                 | 11.5ノット  |      | 日露戦争直前の調査による | [ 16 ] |